# 彼得沙鼠
彼得沙鼠（學名Taterillus petteri）是一種鼠科動物，歸於小裸掌沙鼠屬(Taterillus)，發現於布吉納法索、馬利以及尼日。